# 吳良鏞
吳良鏞（1922年5月7日—），男，江蘇南京人，中国建築師、建筑学家，中國科學院院士、中國工程院院士。現為清華大學人居環境研究中心主任。

## 生平
1937年，日军从上海攻入南京，吴良镛辗转流亡重庆，1940年毕业于国立二中（即西迁的扬州中学），1944年畢業於西迁重慶的國立中央大學建築工程系。1948年8月，經清華大學建築系教授梁思成推薦，吳良鏞赴美國，在9月初到匡溪藝術學院建築與城市設計系深造，师从建築師埃罗·沙里宁，1949年获硕士学位，在美国曾讲学。1950年荣获美国“罗马奖金”，年底接到梁思成、林徽因來信告知新中國急需建設人才，繞道香港回國于1951年2月到清華執教。
1978年起對北京舊城區中心地段的整治進行研究。1988年為北京菊兒胡同典型的“危積漏”(危房、積水、漏雨)进行改造，順其原有肌理以舊換新。改造後成為北京老城區改造的典範之作。1993年，這一危房改造項目獲得英国建筑和社会住房基金会頒發的“世界人居獎”。
2008年夏天到自己主持設計的南京红楼梦文化博物苑（后改名为南京江宁织造博物馆）施工現場指導，在酷暑高溫突發中風，经醫生精心醫治下逐渐恢复。

## 奖项和榮譽
- 1950年获美国罗马奖金竞赛荣誉奖
- 1991年国家教委科技进步一等奖
- 1995年何梁何利科技进步奖
- 1996年被授予国际建协教育评论奖
- 1999年法国文化艺术骑士勋章
- 2002年荷兰克劳斯亲王基金会克劳斯亲王奖
- 2004年，获北京市高等教育教学成果一等奖
- 2010年陈嘉庚科学奖技术科学奖
- 2011年度国家最高科学技术奖
- 2012年度南京大学杰出校友、东南大学杰出成就校友

## 著作
- 《中国古代城市史纲》(1985，西德英文版)
- 《城市规划论文集》(1986)
- 《广义建筑学》(1989)
- 《北京旧城与菊儿胡同》(1994和1999，中英文版)
- 《迎接新世纪的来临》(1996)
- 《建筑学的未来：世纪之交的凝思》(1999)
- 《人居环境科学导论》（2001）
- 《北京宪章——建筑学的未来（中英文版）》（2002）
- 《京津冀地区城乡空间发展规划研究》（2002）
- 《中国古代城市史纲》（英文），卡塞尔：西德卡塞尔大学，1985
- 《城乡规划》（全国通用教材，清华大学与同济、南工、重建工四校合作），北京：中国建筑工业出版社，1961
- 《我国建设事业的今天和明天》（与周干峙、林志群合作），北京：中国城市出版社，1994

### 引用
1. ↑  . （原始内容存档于2012-02-16）.
2. ↑  . Winners and Finalists. World Habitat Awards.   [2014-01-11]. （原始内容存档于2014-01-11）.